# 16113 Ahmed
16113 Ahmed là một tiểu hành tinh vành đai chính từ vành đai tiểu hành tinh được phát hiện ngày 6 tháng 12 năm 1999 bởi nhóm nghiên cứu tiểu hành tinh gần Trái Đất phòng thí nghiệm Lincoln ở Socorro, New Mexico.